# IAR 37
ИАР 37 (рум. IAR 37) — румынский ближний разведчик и легкий бомбардировщик, одномоторный биплан смешанной конструкции с неубирающимся шасси. Создан в КБ фирмы IAR. Первый полёт опытный самолёт совершил весной 1937 года. Серийное производство начато с лета 1937 года на заводах IAR (Брашов) и SET (Бухарест). Производство прекращено в 1941 году. Самолёт состоял на вооружении Королевских Румынских ВВС с 1938 года. К 1939 году являлся основным разведчиком. Самолёты этого типа широко применялись во Второй мировой войне и эксплуатировались до конца войны.